# Athlītikos Podosfairikos Omilos Apollōn Lemesou 2017-2018
Questa voce raccoglie le informazioni riguardanti l'Athlītikos Podosfairikos Omilos Apollōn Lemesou nelle competizioni ufficiali della stagione 2017-2018.

## Rosa
Fonte:
| N. |                       | Ruolo | Calciatore             |
| -- | --------------------- | ----- | ---------------------- |
|    | Portogallo (bandiera) | P     | Bruno Vale             |
|    | Cipro (bandiera)      | P     | Anastasios Kissas      |
|    | Cipro (bandiera)      | P     | Takis Panagiotou       |
|    | Cipro (bandiera)      | P     | Michalis Papastylianou |
|    | Cipro (bandiera)      | D     | Aggelīs Charalampous   |
|    | Spagna (bandiera)     | D     | Héctor Yuste           |
|    | Brasile (bandiera)    | D     | Jander                 |
|    | Cipro (bandiera)      | D     | Leōnidas Kyriakou      |
|    | Francia (bandiera)    | D     | Valentin Roberge       |
|    | Cipro (bandiera)      | D     | Marios Stylianou       |
|    | Brasile (bandiera)    | C     | Alef                   |
|    | Brasile (bandiera)    | C     | Alexandre              |
|    | Brasile (bandiera)    | C     | Allan                  |
|    | Spagna (bandiera)     | C     | Miguel Bedoya          |
|    | Uruguay (bandiera)    | C     | Agustín Cedrés         |
|    | Portogallo (bandiera) | C     | João Pedro             |
|    | Cipro (bandiera)      | C     | Kōnstantinos Makridīs  |

| N. |                      | Ruolo | Calciatore            |
| -- | -------------------- | ----- | --------------------- |
|    | Serbia (bandiera)    | C     | Saša Marković         |
|    | Argentina (bandiera) | C     | Nicolás Martínez      |
|    | Romania (bandiera)   | C     | Andrei Pițian         |
|    | Cipro (bandiera)     | C     | Iōannīs Pittas        |
|    | Argentina (bandiera) | C     | Esteban Sachetti      |
|    | Serbia (bandiera)    | C     | Matija Špoljarić      |
|    | Cipro (bandiera)     | C     | Giōrgos Vasileiou     |
|    | Spagna (bandiera)    | A     | Adrián Sardinero      |
|    | Cipro (bandiera)     | A     | Iōannīs Chatzīvasilīs |
|    | Croazia (bandiera)   | A     | Antonio Jakoliš       |
|    | Croazia (bandiera)   | A     | Anton Maglica         |
|    | Grecia (bandiera)    | A     | Fōtīs Papoulīs        |
|    | Malta (bandiera)     | A     | André Schembri        |
|    | Cipro (bandiera)     | A     | Evdoras Silvestros    |
|    | Cipro (bandiera)     | A     | Ionnis Vasileiadis    |
|    | Argentina (bandiera) | A     | Emilio Zelaya         |